# Thuso Mbedu
Thuso Mbedu (Joanesburgo, 8 de julho de 1991) é uma atriz sul-africana.

## Biografia

### Início da vida e carreira
Mbedu nasceu na cidade de Joanesburgo. Antes de alcançar a fama, estudou teatro e gestão de artes cênicas na Universidade de Witwatersrand. Durante a faculdade, recebeu uma bolsa de estudos da Universidade de Nova York. Em 2012, ela se tornou aluna do renomado Stella Adler Studio of Acting.
Na televisão, Mbedu é mais conhecida por seu papel como Kitso Medupe na soap opera Scandal! da E.tv. Ela também interpretou Boni Khumalo na série de televisão Saints and Sinners e foi indicada duas vezes consecutivas (em 2017 e 2018) ao prêmio Emmy Internacional por sua atuação na telenovela Is'Thunzi.
Em 2018, Mbedu foi incluída na lista Forbes Africa 30 under 30, destacando-se como uma das jovens promessas do continente.

### Carreira internacional
Em 2021, ela estrelou a minissérie da Prime Video The Underground Railroad como Cora, tornando-se a primeira atriz sul-africana a protagonizar uma série de televisão americana. Sua performance lhe rendeu o Independent Spirit Award de Melhor Performance Feminina em uma Nova Série com Roteiro.
Em 2022, Mbedu fez sua estreia no cinema no épico histórico The Woman King, onde interpretou o papel de Nawi, uma das guerreiras no filme dirigido por Gina Prince-Bythewood.

## Vida pessoal
Mbedu cresceu sem seus pais e foi criada por sua avó. Ela tem uma irmã mais velha.

## Filmografia

### Televisão
| Ano        | Título                   | Papel         | Nota(s)                             |
| ---------- | ------------------------ | ------------- | ----------------------------------- |
| 2014       | Isibaya                  | Nosisa        | Participação especial, Soap Opera   |
| 2014–2018  | Saints and Sinners       | Boni Khumalo  | Papel Principal, Série Dramática    |
| 2015       | Snake Park               | Khethi        | Participação especial, Drama Series |
| 2015– 2017 | Scandal!                 | Kitso Medupe  | Coadjuvante, Soap Opera             |
| 2016–2017  | Is'Thunzi                | Winnie Bhengu | Papel Principal, Telenovela         |
| 2017–2019  | Shuga                    | Ipeleng       | Coadjuvante, Série Dramática        |
| 2018       | Liberty                  | Rosie         | Participação especial, Minissérie   |
| 2018       | Generations: The Legacy  | Okuhle Cele   | Coadjuvante, Soap Opera             |
| 2018       | Side Dish                | Amanda        | Papel Principal, Minissérie         |
| 2021       | The Underground Railroad | Cora Randall  | Papel Principal, Minissérie         |
| 2023       | Castlevania: Nocturne    | Annette (voz) | Papel principal, Série Animada      |
| 2025       | Task                     | Aleah         | Papel principal, Minissérie         |

### Cinema
| Ano  | Título             | Papel       | Notas  |
| ---- | ------------------ | ----------- | ------ |
| 2022 | A Mulher Rei       | Nawi        | [ 10 ] |
| 2024 | Mufasa: O Rei Leão | Junia (voz) | [ 11 ] |

## Prêmios e indicações
| Ano  | Prêmio                                        | Categoria                                                                             | Indicação                | Resultado |
| ---- | --------------------------------------------- | ------------------------------------------------------------------------------------- | ------------------------ | --------- |
| 2017 | DSTV Viewers Choice Awards                    | Melhor Atriz                                                                          | Is'Thunzi                | Venceu    |
| 2017 | 45th International Emmy Awards                | Melhor Atriz                                                                          | Is'Thunzi                | Indicado  |
| 2018 | 12th South African Film and Television Awards | Melhor Atriz em Série Dramática                                                       | Is'Thunzi                | Venceu    |
| 2018 | 46th International Emmy Awards                | Melhor Atriz                                                                          | Is'Thunzi                | Indicado  |
| 2019 | South African Film and Television Awards      | Melhor Atriz — Drama de TV                                                            | Is'Thunzi                | Indicado  |
| 2021 | TCA Awards                                    | Prêmio TCA por Realização Individual em Drama                                         | The Underground Railroad | Indicado  |
| 2021 | Black Reel Awards                             | Melhor atriz em filme para TV/série limitada                                          | The Underground Railroad | Indicado  |
| 2021 | Hollywood Critics Association TV Awards       | Melhor atriz em série limitada, série antológica ou filme para televisão              | The Underground Railroad | Indicado  |
| 2021 | Hollywood Critics Association TV Awards       | Estrela emergente da TV                                                               | The Underground Railroad | Venceu    |
| 2021 | Gotham Awards                                 | Gotham Independent Film Award por Melhor Desempenho em uma Nova Série                 | The Underground Railroad | Venceu    |
| 2022 | Prêmios Critics' Choice Television            | Critics' Choice Television Award de Melhor Atriz em Filme/Minissérie                  | The Underground Railroad | Indicado  |
| 2022 | Prêmios Independent Spirit                    | Independent Spirit Award de Melhor Performance Feminina em uma Nova Série com Roteiro | The Underground Railroad | Venceu    |
| 2023 | Black Reel Awards                             | Prêmio Black Reel por excelente desempenho inovador                                   | A Mulher Rei             | Venceu    |
| 2023 | National Film & Television: South Africa      | Melhor Atriz do Ano                                                                   | A Mulher Rei             | Indicado  |
| 2023 | National Film & Television: South Africa      | Melhor Atriz Coadjuvante                                                              | A Mulher Rei             | Indicado  |